# Gneisenau (1936)
«Гнейзенау» (нем. Gneisenau) — линкор (также может определяться как линейный крейсер) типа «Шарнхорст» ВМС Германии во Второй мировой войне, названный в честь фельдмаршала и реформатора прусской армии графа Августа Вильгельма фон Гнейзенау и в память о броненосном крейсере времён Первой мировой войны «Гнейзенау», потопленном в сражении у Фолклендских островов в декабре 1914 года. В большинстве случаев «Гнейзенау» вёл боевые действия вместе с однотипным «Шарнхорстом».

## История

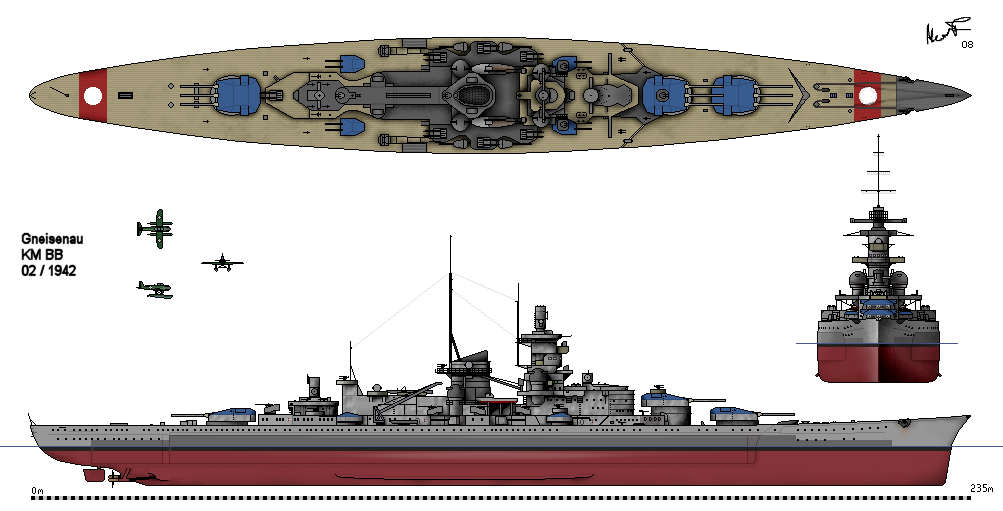

18 октября 1933 года были выданы заказы на постройку двух 19 000-тонных броненосных кораблей, официально выдаваемых за тип «Дойчланд» (10 000 тонн). 14 февраля 1934 года они были заложены. Многие вопросы о ТТХ, в том числе даже какой ГК будет устанавливаться, решали в процессе постройки. В 1934 году, наблюдая за развитием ВМС Франции и Великобритании, в Кригсмарине пришли к выводу о необходимости увеличения вооружения и бронирования, а как следствие и водоизмещения строящихся кораблей. 5 июля 1934 года постройка была прекращена, а конструкторские бюро приступили к перепроектированию.
3 мая 1935 года «Гнейзенау» был перезаложен на верфи «Дойче Верке» (нем. Deutsche Werke) в Киле. Строительный номер 235.
Уже в ходе строительства в 1936 году весовой контроль показал, что корабли не впишутся в заданное водоизмещение, в результате решили его увеличить проектно до 31 500 т (стандартное). Работы над проектом закончились лишь в мае 1936 года.
8 декабря 1936 года во время спуска на воду лопнула цепь, удерживающая корабль, и он, разогнавшись, врезался в противоположный берег, повредив корму.

## Боевой путь
Первый командир — капитан-цур-зее Эрих Фёрсте.
Уже после первых походов по штормовым морям стало ясно, что для уменьшения заливаемости (брызги долетали до боевого мостика) необходимо переделать бак корабля, и зимой 1938/39 годов на «Гнейзенау» увеличили развал носовых шпангоутов, наклон форштевня, а также высоту носовых бортов за счёт изгиба палубы вверх.
В июне 1939 года находился в плавании по Атлантическому океану.
5 октября в Вильгельмсхафене на нём поднял свой флаг контр-адмирал Бём.
8 октября выход в Северное море в сопровождении эсминцев, с целью отвлечения внимания британского ВМФ от действий «Дойчланда» и «Адмирала графа Шпее».
21 ноября, под флагом командующего флотом вице-адмирала Вильгельма Маршалла, в составе эскадры из «Шарнхорста», лёгких крейсеров «Лейпциг» и «Кёльн», а также 3 эсминцев, вышел из Вильгельмсхафена для нанесения ударов по британским патрульным судам между Исландией и Фарерскими островами. После прохода минных полей в открытое море проследовали только «Шарнхорст» и «Гнейзенау».
23 ноября встретили британское соединение: крейсера «Ньюкасл», «Дели», «Калипсо», «Сириз» и вспомогательный крейсер «Равалпинди» (вооружённый 152-мм орудиями пассажирский лайнер). Последний был потоплен огнём линкоров в скоротечном бою.
27 ноября вернулся в Вильгельмсхафен и был переведен в Киль, где стал в док для очередной переделки носовой оконечности (в декабре 1940 года после повреждений, полученных кораблём в Северном море во время шторма; на корабле установили волноломы и усилили носовые палубы). После схода льда в Кильском канале в первой половине февраля 1940 года переведён по нему в бухту Ядебузен, расположенную в устье реки Яде (Нижняя Саксония).
18 февраля 1940 года «Шарнхорст» и «Гнейзенау» в сопровождении тяжёлого крейсера «Адмирал Хиппер» и двух эсминцев вышли из Ядебузен для атаки британских конвоев у берегов Норвегии (операция «Нордмарк»).
6 апреля — операция «Учение на Везере» («Везерюбунг»).
9 апреля в бою с британским линейным крейсером «Ринаун» получил попадания трёх 381-мм и двух 102-мм снарядов (убито 6 человек ранено 9), полностью вышла из строя носовая башня ГК и система управления огнём центральной наводки, после чего вышел из боя.
29 апреля докование и ремонт полученных повреждений в сухом доке Бремерхафена.
5 мая при переходе из Северного моря на Балтику в районе устья реки Эльба подорвался на магнитной мине.
4 июня — линкоры «Шарнхорст» и «Гнейзенау» уничтожили британский авианосец «Глориес» (единственный случай боестолкновения линкоров с авианосцем, при котором линкоры одержали победу).
21 июня в 40 милях к северо-западу от Хальтена (Трёнделаг) — попадание в левый борт торпеды британской ПЛ «Клайд».
28 декабря — операция «Берлин».
Часть 1941 года находился в Атлантике.
6 апреля 1941 при нахождении в порту Бреста корабль был атакован одиночным торпедоносцем «Бофорт» под управлением канадского лётчика Кеннета Кэмпбелла (англ. Kenneth Campbell).
Изначально планировалась атака группы из 6 «Бофортов», но по разным причинам эта группа рассеялась ещё до достижения Бреста.
Шансы на успешную атаку были ничтожно малы, так же как и шансы самолёта уцелеть в этой атаке.
Однако атака Кэмпбелла застала ПВО врасплох, и он смог сбросить торпеду без их противодействия. После этого немецкая ПВО открыла огонь и самолёт Кэмпбелла был сбит, весь экипаж торпедоносца (4 человека, включая Кэмпбелла) погиб.
Торпеда попала в цель и причинила кораблю значительные повреждения.
Кэмпбелл и его экипаж были похоронены немцами с воинскими почестями на кладбище Бреста. Когда в марте 1942 года известие об атаке добралось до Лондона, Кэмпбелл был посмертно награждён Крестом Виктории.
11 февраля 1942 года — операция «Цербер».
В ночь на 27 февраля 1942 года — попадание 1000-фунтовой английской авиабомбы, пробившей верхнюю палубу и взорвавшейся на броневой палубе около башни А («Антон»). Ущерб был усилен детонацией всего боезапаса данной башни, в результате чего кораблю нанесены сильнейшие повреждения. Погибло 112 и ранен 21 член экипажа. Восстановление корабля как боевой единицы было возможно, но стоимость ремонтно-восстановительных работ оказалась огромна. Рассматривался вопрос об одновременном ремонте и реконструкции корабля с оснащением его 38-сантиметровыми орудиями.
1 июля 1942 года — часть экипажа переведена на другие корабли. Ввиду напряжённого положения с материалами и рабочей силой, восстановление и реконструкция корабля откладываются на неопределенное время.
2 февраля 1943 года согласно директиве нового командующего кригсмарине адмирала Карла Дёница, корабль покинули последние члены экипажа. Корабль был разоружён и стоял в Гдыне как блокшив. Часть вооружения была передана для организации береговой батареи на полуострове Эустротт.
28 марта 1945 года был затоплен своими же торпедными катерами, чтобы загородить фарватер.
12 сентября 1951 года работы по подъёму и отправке на слом остатков корабля были завершены.

## Командиры корабля
- капитан-цур-зее Эрих Фёрсте (21 мая 1938 — 25 ноября 1939);
- капитан-цур-зее Харальд Нецбандт (26 ноября 1939 — 1 августа 1940);
- капитан-цур-зее Отто Фейн (20 августа 1940 — 14 апреля 1942);
- капитан-цур-зее Рудольф Петерс (15—17 апреля 1942);
- фрегаттен-капитан Вольфганг Кехлер (май — июль 1942).